# گربه‌کوسه دروغین
گربه‌کوسه دروغین (نام علمی: Pseudotriakis microdon) نام یک گونه از تیره گربه‌ماهیان کاذب است.